# Elecciones federales de 1973 en Chihuahua
Las elecciones federales en Chihuahua de 1973 se llevaron a cabo el domingo 1 de julio de 1973, y en ellas se renovaron los siguientes cargos de elección popular:
- 6 diputados federales. Miembros de la cámara baja del Congreso de la Unión elegidos por mayoría simple para un periodo de tres años a partir del 1 de septiembre de 1973 sin posibilidad de reelección para el periodo inmediato.

## Resultados electorales

### Diputados federales por Chihuahua

#### Diputados electos
| Candidato                 | Partido | Distrito   | Tipo de elección |
| ------------------------- | ------- | ---------- | ---------------- |
| Julio Cortázar Terrazas   |         | Distrito 1 | Mayoría relativa |
| Luis Parra Orozco         |         | Distrito 2 | Mayoría relativa |
| Francisco Rodríguez Pérez |         | Distrito 3 | Mayoría relativa |
| Luis Fuentes Molinar      |         | Distrito 4 | Mayoría relativa |
| Ángel González Estrada    |         | Distrito 5 | Mayoría relativa |
| Ernesto Villalobos Payán  |         | Distrito 6 | Mayoría relativa |

#### Resultados
|  | 15.79 % |

|  | 70.64 % |

|  | 3.57 % |

|  | 0.26 % |

|  | 9.74 % |

|  | 100.00 % |

##### Distrito 1: Chihuahua
|  | 24.41 % |

|  | 62.34 % |

|  | 7.40 % |

|  | 0.00 % |

|  | 0.23 % |

|  | 94.39 % |

|  | 5.61 % |

##### Distrito 2: Hidalgo del Parral
|  | 0.00 % |

|  | 80.21 % |

|  | 4.58 % |

|  | 0.00 % |

|  | 0.13 % |

|  | 84.92 % |

|  | 15.08 % |

##### Distrito 3: Ciudad Juárez
|  | 23.04 % |

|  | 60.84 % |

|  | 3.00 % |

|  | 0.00 % |

|  | 0.15 % |

|  | 87.03 % |

|  | 12.97 % |

##### Distrito 4: Ciudad Juárez
|  | 20.15 % |

|  | 65.18 % |

|  | 2.18 % |

|  | 1.31 % |

|  | 0.25 % |

|  | 89.09 % |

|  | 10.92 % |

##### Distrito 5: Guerrero
|  | 8.98 % |

|  | 86.76 % |

|  | 1.71 % |

|  | 0.00 % |

|  | 0.00 % |

|  | 97.44 % |

|  | 2.56 % |

##### Distrito 6: Camargo
|  | 13.34 % |

|  | 79.52 % |

|  | 2.91 % |

|  | 0.00 % |

|  | 0.04 % |

|  | 95.80 % |

|  | 4.20 % |